# 比利时市镇合并

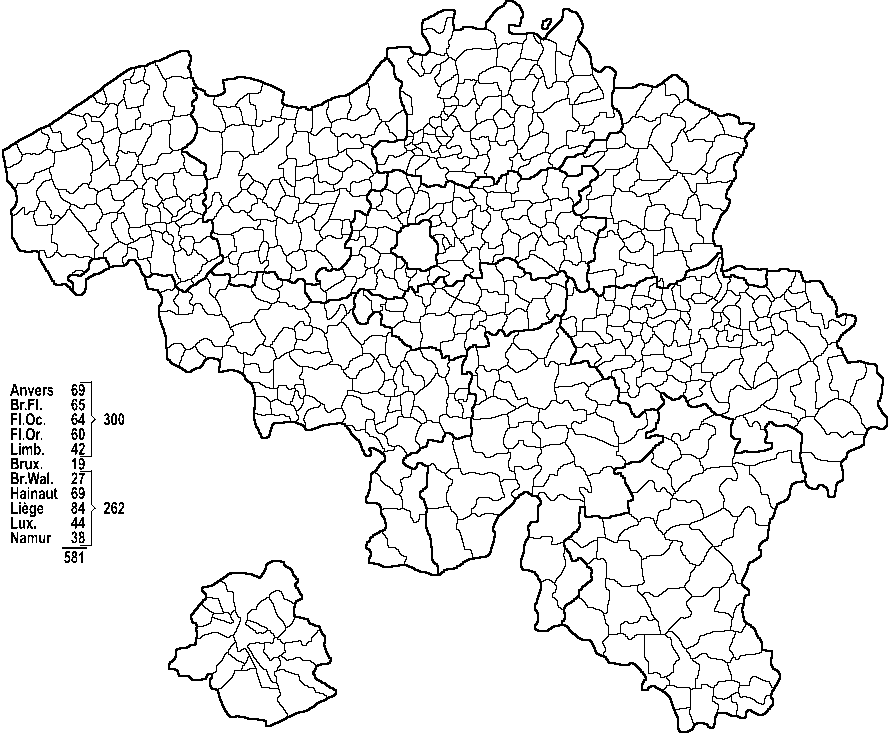
2019年比利时市镇

比利时进行过几次全国性的市镇合并。最大的一次合并是在1977年1月1日，比利时市镇数量从2359个锐减至596个。1983年1月1日，7个市镇并入安特卫普，市镇数量减少至589个，此后比利时在很长一段时间内未进行过市镇合并。在2016年6月24日支持自愿合并的法令颁布后，弗拉芒大區的一些市镇于2019年1月1日进行了合并，比利时市镇数量减少至581个。有越来越多的市镇表示它们将在2025年前合并。